# Phidiana hiltoni
Phidiana hiltoni (O'Donoghue, 1927) è un mollusco nudibranchio della famiglia Facelinidae.